# هوش مصنوعی غریزی نیمه‌انسانی
 هوش مصنوعی غریزی نیمه‌انسانی  (SHIAI: Semi Human Instinctive Artificial Intelligence) عبارت از یک متدلوژی نوین در هوش مصنوعی می‌باشد که به در ابتدا جهت استفاده در مسابقات روبوکاپ طراحی گردید. در حال حاضر این متد می‌تواند جهت حل بسیاری از مشکلات دنیای هوش مصنوعی به کار برده شود.

## مطالعه بیشتر
(به زبان انگلیسی)http://portal.acm.org/citation.cfm?id=1232446